# Rothesay Open 2023
Il Rothesay Open 2023 è un torneo di tennis professionistico maschile e femminile. È la 15ª edizione del torneo per le donne facente parte della categoria WTA 250 con un montepremi di 259 303 $. È invece la 27ª per gli uomini facente parte della categoria Challenger 125 dell'ATP Challenger Tour 2023, con un montepremi di 145 000 €. Si disputa dal 12 al 18 giugno 2023 sui campi in erba del Nottingham Tennis Centre di Nottingham nel Regno Unito.

## Partecipanti singolare maschile

### Teste di serie
| Nazionalità | Giocatore            | Ranking* | Testa di serie |
| ----------- | -------------------- | -------- | -------------- |
| Regno Unito | Andy Murray          | 43       | 1              |
| Francia     | Constant Lestienne   | 70       | 2              |
| Portogallo  | Nuno Borges          | 80       | 3              |
| Australia   | Aleksandar Vukic     | 97       | 4              |
| Germania    | Dominik Koepfer      | 103      | 5              |
| Australia   | Thanasi Kokkinakis   | 108      | 6              |
| Stati Uniti | Aleksandar Kovacevic | 114      | 7              |
| Svizzera    | Dominic Stricker     | 116      | 8              |

* Ranking al 29 maggio 2023.

### Altri partecipanti
I seguenti giocatori hanno ricevuto una wild card per il tabellone principale:
- Arthur Fery
- George Loffhagen
- Andy Murray

I seguenti giocatori sono entrati in tabellone con un protected ranking:
- Chung Hyeon
- Jiří Veselý

I seguenti giocatori sono entrati in tabellone come alternate:
- Hsu Yu-hsiou
- Ryan Peniston

I seguenti giocatori sono passati dalle qualificazioni:
- Joris De Loore
- Arthur Cazaux
- Alex Michelsen
- Shang Juncheng
- Rio Noguchi
- Zachary Svajda

Il seguente giocatore è entrato in tabellone come lucky loser:
- Laurent Lokoli

## Partecipanti doppio maschile

### Teste di serie
| Nazione     | Giocatore       | Rank1 | Nazione     | Giocatore          | Rank1 | Teste di serie |
| ----------- | --------------- | ----- | ----------- | ------------------ | ----- | -------------- |
| Svezia      | André Göransson | 63    | Giappone    | Ben McLachlan      | 73    | 1              |
| India       | Yuki Bhambri    | 74    | India       | Saketh Myneni      | 75    | 2              |
| Stati Uniti | Robert Galloway | 80    | Australia   | John-Patrick Smith | 97    | 3              |
| Regno Unito | Julian Cash     | 48    | Regno Unito | Luke Johnson       | 135   | 4              |

* Ranking al 29 maggio 2023.

### Altri partecipanti
Le seguenti coppie hanno ricevuto una wild card per il tabellone principale:
- Jacob Fearnley /  Johannus Monday
- Toby Samuel /  Connor Thomson

La seguente coppia è entrata in tabellone con un protected ranking:
- Denis Kudla /  Jiří Veselý

## Partecipanti singolare femminile

### Teste di serie
| Paese   | Giocatrice          | Ranking* | Testa di serie |
| ------- | ------------------- | -------- | -------------- |
| Grecia  | Maria Sakkarī       | 8        | 1              |
| Brasile | Beatriz Haddad Maia | 14       | 2              |
| Polonia | Magda Linette       | 21       | 3              |
| Croazia | Donna Vekić         | 22       | 4              |
| Ucraina | Anhelina Kalinina   | 26       | 5              |
| Cina    | Zhang Shuai         | 31       | 6              |
| Italia  | Camila Giorgi       | 37       | 7              |
| Cina    | Zhu Lin             | 40       | 8              |

* Ranking al 29 maggio 2023.

### Altre partecipanti
Le seguenti giocatrici hanno ricevuto una wildcard per il tabellone principale:
- Katie Boulter
- Beatriz Haddad Maia
- Maria Sakkarī
- Katie Swan

Le seguenti giocatrici sono passate dalle qualificazioni:

- Emily Appleton
- Harriet Dart
- Olivia Gadecki
- Sonay Kartal
- Elizabeth Mandlik
- Heather Watson

La seguente giocatrice è subentrata in tabellone come lucky loser:
- Darija Snihur

### Ritiri
Prima del torneo
- Lauren Davis → sostituita da  Jodie Burrage
- Bernarda Pera → sostituita da  Madison Brengle
- Julija Putinceva → sostituita da  Tereza Martincová
- Ajla Tomljanović → sostituita da  Magdalena Fręch
- Lesja Curenko → sostituita da  Darija Snihur

## Partecipanti doppio femminile

### Teste di serie
| Nazione       | Giocatore       | Nazione       | Giocatore       | Rank* | Teste di serie |
| ------------- | --------------- | ------------- | --------------- | ----- | -------------- |
| Kazakistan    | Anna Danilina   | Cina          | Xu Yifan        | 49    | 1              |
| Stati Uniti   | Asia Muhammad   | Messico       | Giuliana Olmos  | 52    | 2              |
| Taipei cinese | Chan Hao-ching  | Taipei cinese | Latisha Chan    | 63    | 3              |
| Ucraina       | Nadežda Kičenok | Polonia       | Alicja Rosolska | 94    | 4              |

*Ranking al 29 maggio 2023

### Altre partecipanti
Le seguenti coppie hanno ricevuto una wild card per il tabellone principale:
- Emily Appleton /  Jodie Burrage
- Harriet Dart /  Heather Watson

## Campioni

### Singolare maschile
Andy Murray ha sconfitto in finale  Arthur Cazaux con il punteggio di 6–4, 6–4.

### Singolare femminile
Katie Boulter ha sconfitto in finale  Jodie Burrage con il punteggio di 6–3, 6–3.
- É il primo titolo in carriera per Boulter.

### Doppio maschile
Jacob Fearnley /  Johannus Monday hanno sconfitto in finale  Liam Broady /  Jonny O'Mara con il punteggio di 6–3, 6(6)–7, [10–7].

### Doppio femminile
Ulrikke Eikeri /  Ingrid Neel hanno sconfitto in finale  Harriet Dart /  Heather Watson con il punteggio di 7–6(6), 5-7, [10-8].